# Stanley Cowell
Stanley Cowell (Toledo, 5 maggio 1941 – Dover, 17 dicembre 2020) è stato un pianista statunitense.

## Carriera
Ha collaborato con Marion Brown, Max Roach, Bobby Hutcherson, Clifford Jordan, Harold Land, Sonny Rollins e Stan Getz.
Nel 1971 ha fondato l'etichetta discografica Strata-East Records insieme al compositore e trombettista Charles Tolliver.

## Discografia parziale
- 1969 - Blues for the Viet Cong
- 1969 - Brilliant Circles
- 1972 - Illusion Suite
- 1972 - Handscapes
- 1973 - Musa: Ancestral Streams
- 1974 - Handscapes 2
- 1975 - Regeneration
- 1977 - Waiting for the Moment
- 1978 - Equipoise
- 1987 - We Three
- 1989 - Back to the Beautiful
- 1989 - Sienna
- 1990 - Close to You Alone
- 1990 - Live at Maybeck Recital Hall, Volume Five
- 1993 - Angel Eyes
- 1993 - Live at Copenhagen Jazz House
- 1993 - Setup